# Manfred Trautschold
Adolf Manfred Trautschold (* 27. März 1854 in Gießen, Großherzogtum Hessen; † 13. Dezember 1921 in Queens, New York City) war ein deutschamerikanischer Genremaler und Lithograf.

## Leben
Trautschold wurde 1854 als Sohn des Porträtmalers Wilhelm Trautschold und dessen britischer Ehefrau Sophia Johnston (* 1819) in Gießen geboren. Seine Mutter war vermutlich eine außereheliche Tochter des Chemikers und Industriellen James Muspratt. Sein Onkel war der Geologe Hermann Trautschold.
Über seine künstlerische Ausbildung ist wenig bekannt. Am 22. August 1878 heiratete er in Dover, Kent, die belgische Kaufmannstochter Marguerite De (Van) Hees. Das Paar hatte zwei Söhne, Reginald William Trautschold (* 1879) und Gordon Manfred Trautschold (1883–1951). 1887 emigrierte die Familie in die Vereinigten Staaten, wo sie sich in Montclair (New Jersey) niederließ und einen gehobenen Lebensstil pflegte. Die Söhne erhielten eine akademische Ausbildung. Die Wohngegend der Familie war eine bekannte Künstlerkolonie.